# خواهر کوچک (فیلم ۲۰۱۶)
خواهر کوچک (به انگلیسی: Little Sister) یک کمدی سیاه آمریکایی که توسط ژاک کلارک نویسندگی و کارگردانی شده است.

## بازیگران
- ادیسن تیملین در نقش کالین
- الای شیدی
- باربارا کرامپتون
- کیت پولسون
- پتر هدگز
- مولی پلانک

## خلاصه فیلم
«کالین» راهبه جوانی‌ست که مدت زمان بسیاری از هرگونه تماس با خانواده‌اش اجتناب کرده، تا اینکه یک روز پیامی از مادرش دریافت می‌کند با این مضمون که برادرش از جنگ عراق به خانه بازگشته است. "کالین" تصمیم میگیرد به زادگاه خود نزد خانواده‌اش بازگردد و ...